# Translittération Wylie
Cette page contient des caractères spéciaux ou non latins. S’ils s’affichent mal (▯, ?, etc.), consultez la page d’aide Unicode.
Pour les articles homonymes, voir Wylie.
La translittération Wylie est une méthode de translittération des caractères tibétains dans l'alphabet latin. Elle est aujourd'hui la norme, surtout dans les milieux anglophones.
Elle porte le nom de Turrell Wylie (1927-1984), qui l'a décrite dans un article publié en 1959.

## Principe de départ
L’objectif initial était de pouvoir retranscrire le tibétain en utilisant uniquement les caractères disponibles sur une machine à écrire anglophone standard.
La méthode est également prévue pour retranscrire précisément l'écriture des textes tibétains. Tout système de romanisation du tibétain fait en effet face à un dilemme : doit-il essayer de reproduire précisément les sons du tibétain parlé, ou bien l'orthographe de l'écrit ? Les deux formes diffèrent en effet grandement, du fait que l'orthographe fut fixée au XIe siècle, tandis que la prononciation a continué à évoluer depuis. Tant que les méthodes précédentes tentaient de faire les deux, en cherchant un compromis, elles se révélaient imprécises. La translittération Wylie fut, à l'inverse, conçue pour retranscrire précisément les scripts tibétains. De ce fait, elle a gagné sa place dans les milieux universitaires. Elle n'est cependant pas efficace pour retranscrire la prononciation.

## Translittération des consonnes
Le système translittère les caractères tibétains comme suit :
| ཀ ka [ká]      | ཁ kha [kʰá]   | ག ga [ɡà/kʰːà]    | ང nga [ŋà] |
| ཅ ca [tɕá]     | ཆ cha [tɕʰá]  | ཇ ja [dʑà/tɕʰːà]  | ཉ nya [ɲà] |
| ཏ ta [tá]      | ཐ tha [tʰá]   | ད da [dà/tʰːà]    | ན na [nà]  |
| པ pa [pá]      | ཕ pha [pʰá]   | བ ba [bà/pʰːà]    | མ ma [mà]  |
| ཙ tsa [tsá]    | ཚ tsha [tsʰá] | ཛ dza [dzà/tsʰːà] | ཝ wa [wà]  |
| ཞ zha [ʑà/ɕːà] | ཟ za [zà/sːà] | འ 'a [ɦà/ʔːà]     | ཡ ya [jà]  |
| ར ra [rà]      | ལ la [là]     | ཤ sha [ɕá]        | ས sa [sá]  |
| ཧ ha [há]      | ཨ a [ʔá]      |                   |            |

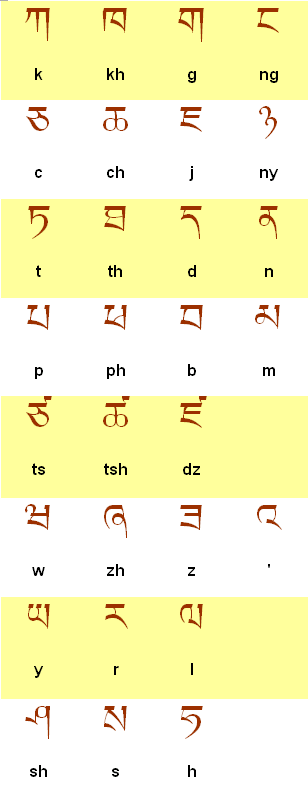
Translittération des consonnes

La lettre finale de l'alphabet tibétain, la consonne nulle ཨ, n'est pas translittérée, sa présence étant implicitement indiquée par une syllabe commençant par une voyelle.
En tibétain, les groupes de consonnes à l'intérieur d'une même syllabe peuvent être représentés par des lettres préfixées ou suffixées, ou par l'utilisation de lettres super-fixées ou sous-fixées à la lettre-racine (formant ainsi un empilement). Le système Wylie ne fait habituellement pas la différence, puisqu'elle ne donne lieu à aucune ambiguïté selon les règles d'écriture du tibétain. L'exception est cependant la séquence gy-, qui peut être écrite soit avec un préfixe g, soit avec un suffixe y. Dans le système Wylie, ces deux cas sont distingués par l'insertion d'un point entre le préfixe g et le y initial. Par exemple : གྱང, « mur », est transcrit gyang ; tandis que གཡང་, « précipice », devient g.yang.

## Voyelles
Les quatre marques des voyelles (appliquées ici à la lettre muette ཨ) sont transcrites comme suit :
| ཨི i | ཨུ u | ཨེ e | ཨོ o |

Quand une syllabe n'a pas de marqueur de voyelle explicite, la lettre « a » est insérée pour représenter la voyelle inhérente "a" (p.ex. ཨ་ = a).

## Lettres majuscules
Bon nombre des systèmes préexistants de translittération du tibétain incluaient un système interne de majuscules (en général, quand la première lettre d'un mot était une consonne préfixe), la première lettre de la racine de ce mot était en majuscule, plutôt que la première lettre du mot. Les dictionnaires tibétains sont classés par lettre de la racine et les préfixes sont souvent silencieux; aussi, la connaissance de la racine donne une meilleure idée de la prononciation. Souvent, cependant, ces systèmes n'étaient pas appliqués de manière cohérente et systématique (souvent pour le seul premier mot de la phrase).
Puisqu'avoir une majuscule au milieu d'un mot était encombrant, d'utilité limitée pour déterminer la prononciation et probablement superflue pour tout lecteur capable d'utiliser un dictionnaire tibétain, Wylie décida que si une majuscule devait être appliquée à un mot, alors c'est la première lettre qui devait être en majuscule, conformément aux pratiques occidentales. Ainsi, par exemple, une des écoles du bouddhisme (Kagyu) s'écrit-elle Bka' rgyud et non bKa' rgyud.

## Extensions
Le système originel de Wylie ne permet pas de translittérer tous les textes en écriture tibétaine. En particulier, il n’offre de correspondance à presque aucun des signes de ponctuation tibétains, et il ne permet pas de représenter les mots non-tibétains écrits en écriture tibétaine (il s’agit essentiellement de mots sanskrits et de mots phonétiques chinois). De ce fait, des auteurs ont créé, pour répondre à leurs besoins propres, leur propre système ad hoc et incomplet.
La Bibliothèque tibétaine et himalayenne de l’université de Virginie ont développé une norme, la transcription phonétique simplifiée THL (pour l'anglais Tibetan and Himalayan Library) du tibétain standard ou Extended Wylie transliteration system (EWTS), qui traite ces manques de façon systématique. Elle utilise des lettres majuscules et de la ponctuation latine pour représenter les caractères manquants. Plusieurs logiciels, dont iBus et Fcitx (GNU/Linux, FreeBSD, OpenBSD), ainsi que les plus anciens SCIM et UIM (en), le tout via leurs modules de liaison avec m17n,, ainsi que Tise (en) (Windows), utilisent de nos jours cette norme, permettant de taper sans restriction les écrits en tibétain (incluant tout le jeu de caractères Unicode tibétain) à l’aide d’un clavier en caractères latins.